# Old Skoöl of Rock
Old Skoöl of Rock er en rock-CD lavet af Universal International Music i 2007. Den indeholder sange som Crazy Crazy Night (Kiss), Paranoid (Black Sabbath) og Poison (Alice Cooper). Albummet består af to CD'er. Musikken er primært fra 1970'erne, 1980'erne og 1990'erne. Den ældste sang er fra 1971 (Paranoid), og den yngste er fra 1999 (Girls Girls Girls).

## Spor

### CD 1
- 1. Crazy Crazy Nights (1987) – Kiss
- 2. Poison (1989) – Alice Cooper
- 3. Alone (1987) – Heart
- 4. Unskinny Bop (1996) – Poison
- 5. Cherry Pie (1990) – Warrant
- 6. Gypsy Road (1988) – Cinderella
- 7. Wind of Change (1900) – Scorpions
- 8. Oblivion (1994) – Terrovision
- 9. We're Not Gonna Take It (1984) – Twisted Sister
- 10. White Wedding (1982) – Billy Idol
- 11. Spirit of Radio (1980) – Rush
- 12. Silent Lucity (1990) – Queensrÿche
- 13. Once Bitten Twice Shy (1991) – Great White
- 14. Nowhere (1994) – Therapy?
- 15. Word Up (1994) – Gun
- 16. Dirty Love (1990) – Thunder
- 17. Sweet Home Alabama (1974) – Lynyrd Skynyrd
- 18. Gimme All Your Lovin (1983) – ZZ Top
- 19. The Final Countown (1986) – Europe

### CD 2
- 1. Here I Go Again (1987) – Whitesnake
- 2. Girls Girls Girls (2000) – Mötley Crüe
- 3. Youth Gone Wild (1989) – Skid Row
- 4. California Girls (1985) – David Lee Roth
- 5. Round and Round (1984) – Ratt
- 6. Everything About You (1991) – Ugly Kid Joe
- 7. Love Song (1989) – Testa
- 8. Do You Like It? (1989) – Kingsom Come
- 9. Beat The Bullet (1989) – Vain
- 10. Sex Action (1988) – L.A. Guns
- 11. To Be With You (1991) – Mr. Big
- 12. More Than Words (1990) – Extreme
- 13. Burn (1974) – Deep Purple
- 14. Waiting For An Alibi (1979) – Thin Lizzy
- 15. Since You've Been Gone (1979) – Rainbow
- 16. Rising Force (1988) – Yngwie Malmsteen
- 17. Stand Up And Shout (1983) – Dio
- 18. Ace of Spades (1980) – Motörhead
- 19. Paranoid (1971) – Black Sabbath
- 20. Living After Midnight (1980) – Judas Priest